# ステリス・コーポレーション
ステリス・コーポレーション（Steris plc）はアイルランド籍の医療機器メーカーで、米国の医療システム向けの滅菌・手術用製品を専門としている。
オハイオ州メンターに本社を置くが、2018年からは税務上アイルランドのダブリンに登記されている。ステリスはニューヨーク証券取引所に上場しており、S&P500指数の構成銘柄である。

## 概要
ステリスは、2018年の世界売上高が26億米ドルを超え、うち18億米ドル（70％）が米国の医療制度によるものであることを示す決算を提出し、～12,000人の従業員を雇用している。
ステリスの競合他社には、3M、ゲティンゲ・グループ、ベリメド（メタル・ツーク）などがある。

## 歴史
1985年8月にオハイオ州で「イノベーティブ・メディカル・テクノロジーズ」の名称で設立された。
2012年、USエンドスコピー社を2億7000万ドルで買収。また、スペクトラム・サージカル・インスツルメンツ社とトータル・リペア・エクスプレス社を合わせて1億1,000万ドルで買収した。
2014年4月1日、インテグレーテッド・メディカル・システムズ・インターナショナル社を1億7500万ドルで買収すると発表したが、税効果控除後の買収額は1億4000万ドルに過ぎなかった。その直後、ステリスはミズーリ州チェスターフィールドを拠点とするライフシステムズも買収した。
2014年10月、英国を拠点とするシナジーヘルス社を19億ドルで買収するオファーを通じて、米国から英国へのタックス・インバージョンを実施した。このタックス・インバージョンが注目されたのは、2014年にオバマ政権が導入した、米国法人が「本籍地」を移して米国法人税への課税を軽減することを抑制する新ルール以降、米国で初めて実施されたインバージョンであったからである。
2015年6月24日、ジェネラル・エコノパックを1億7500万ドルで、ブラック・ダイアモンド・ビデオを5100万ドルで買収したと発表した。
2018年11月、法定本部を英国からアイルランドにさらに再移転すると発表した。ステリスは2014年の英国への税制転換の結果、法人税率を31.3％から20％に引き下げたが、アイルランドに移転することでさらなる引き下げが達成できると考えた。
2020年4月、2019-20年のコロナウイルスパンデミック時の個人防護具不足に対応するため、N95マスク滅菌システムの緊急使用承認をFDAから取得した。
2021年6月、内視鏡検査、歯科、透析に感染予防製品とサービスを提供するカンテルメディカルコーポレーションを買収。